# Betrekkelijk voegwoord
Een betrekkelijk voegwoord is een lexicale categorie die voorkomt in bijvoorbeeld de Semitische talen. De primaire functie is het inleiden van een betrekkelijke bijzin. Qua woordsoort is deze categorie dus vergelijkbaar met een Nederlands voegwoord als "die" of "dat", maar een betrekkelijk voegwoord is niet vergelijkbaar met een betrekkelijk voornaamwoord. In het Nederlands hebben betrekkelijke voornaamwoorden tevens de functie van voegwoord, bijvoorbeeld in de zin:
- De man die ik gisteren zag.

In Semitische en sommige andere talen worden hiervoor twee afzonderlijke woordsoorten onderscheiden. 

## Hebreeuws
De Hebreeuwse complementeerder she- ([∫e]) doet ook dienst als betrekkelijk voegwoord. Daarnaast kent het Hebreeuws nog een ander betrekkelijk voegwoord, ashér. De betekenis van beiden komt min of meer overeen met die van het Nederlandse voegwoord dat.  